# Signal du Grand Mont-Cenis
De Signal du Grand Mont-Cenis is een bergtop in de Franse Alpen ten oosten van de Col du Mont-Cenis. De bergtop is 3377 meter hoog en vormt het meest westelijke punt van het "Grand Mont-Cenis"-massief, waarvan de Pointe de Ronce (3612m) het hoogste punt is.

## Geografie

### Ligging
De Signal du Grand Mont-Cenis ligt op de waterscheidingslijn van de Adriatische Zee en de Middellandse Zee. Vanop de Col du Mont-Cenis liggen het Signal du Petit Mont-Cenis en het Signal du Grand Mont-Cenis aan weerszijden van de bergpas.

### Hiërarchie
Het Grand Mont-Cenis-massief ligt aan de oostzijde van de Col du Mont-Cenis; het Petit Mont-Cenis-massief met het Signal du Petit Mont-Cenis aan de westzijde. Beide massieven worden tezamen met de submassieven van Ambin en Scolette het ruimere Mont-Cenismassief.
In de Italiaanse SOIAUSA-classificatie krijgt het Grand Mont-Cenismassief de naam Gruppo Roncia-Lamet, een deel van de zuidelijke Grajische Alpen, terwijl het Petit Mont-Cenismassief wordt gezien als het meest noordelijke deel van de noordelijke Cottische Alpen.